# Comuna Skobeleve, Kazanka
Skobeleve (în ucraineană Скобелеве) este o comună în raionul Kazanka, regiunea Mîkolaiiv, Ucraina, formată din satele Ropove, Skobeleve (reședința), Suhodillea, Veselîi Kut și Volea.

## Demografie
Componența lingvistică a comunei Skobeleve
     Ucraineană (87,83%)
     Rusă (6,86%)
     Română (5,3%)
Conform recensământului din 2001, majoritatea populației comunei Skobeleve era vorbitoare de ucraineană (87,83%), existând în minoritate și vorbitori de rusă (6,86%) și română (5,3%).